# Soledad Fandiño
Soledad Fandiño (Buenos Aires, 7 aprile 1982) è un'attrice argentina.

## Biografia
Debuttò nel 2003, nella serie televisiva Rebelde Way. Alla fine della realizzazione di questo programma, prese parte nella commedia familiare Ricos y Mocosos (1994-1995) nei panni di Felicitas Echegochen. Per questo successo la sua carriera impennò, ricevendo la nomina per i premi Martin Fierro e Clarin come rivelazione femminile. Nei tre anni seguenti continuò a rivestire ruoli da protagonista per commedie familiari. Interpretò poi la giovane protagonista del programma televisivo Por amor a vos interpretando Jazmín Sassone insieme a Nicolás Cabré.
Interessata ad altri progetti, Fandiño cominciò la sua carriera teatrale. Nel 2009 recitò in Alice nel Paese delle Meraviglie, nel teatro Astral, sotto la direzione di Alicia Zanca. Successivamente prese parte a No hay 2 sin 3 (2004), Son de Fierro (2007) e alla serie argentina Dromo (2009).